# Parafia św. Stanisława Kostki w Rochester
Parafia św. Stanisława Kostki w Rochester (ang. St. Stanislaus Kostka Parish) – parafia rzymskokatolicka położona w Rochester, w hrabstwie Monroe, stanu Nowy Jork, Stany Zjednoczone.
Jest ona wieloetniczną parafią w diecezji Rochester, z mszą św. w j. polskim dla polskich imigrantów.
Ustanowiona w 1890 roku i dedykowana św. Stanisławowi Kostce.

## Nabożeństwa w j. polskim
- Niedziela – 11:00